# Andrzej Górak

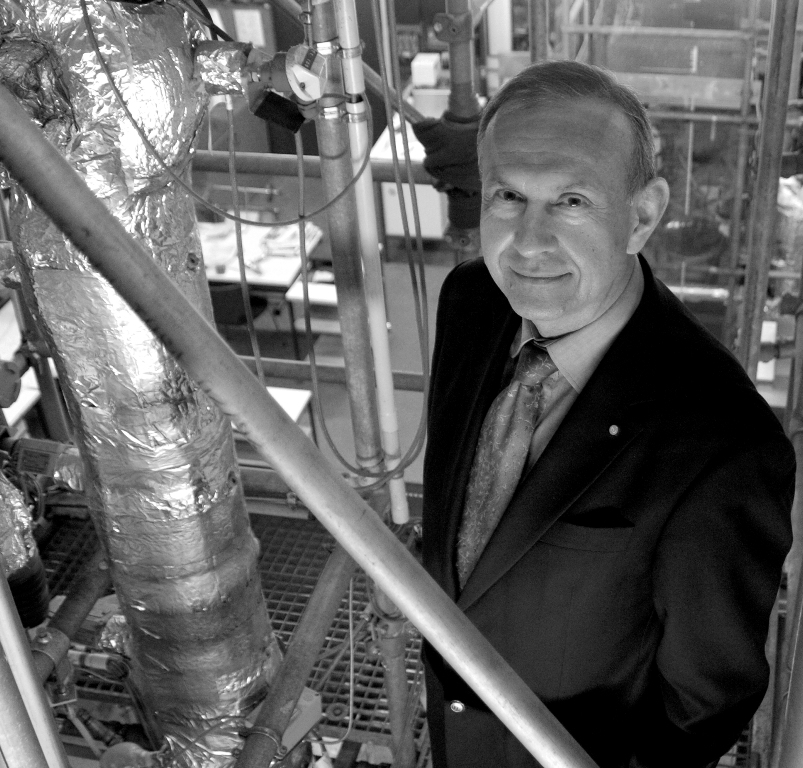
Andrzej Górak

Andrzej Górak (* 15. Februar 1951 in Andrychów, Polen) ist ein polnischer Verfahrenstechniker und ehemaliger Inhaber des Lehrstuhls für Fluidverfahrenstechnik an der Fakultät Bio- und Chemieingenieurwesen der Technischen Universität Dortmund.

## Werdegang
Andrzej Górak studierte ab 1968 an der Technischen Universität Łódź in Polen Chemie und schloss das Studium 1973 als Diplomingenieur (mgr. inz.) ab. Nach anschließender Promotion über die Rektifikation von Vielstoffgemischen im Jahr 1979 am Institut für Verfahrenstechnik selbiger Universität arbeitete er dort bis 1988 als Oberingenieur. Im Anschluss folgte eine vierjährige Industrietätigkeit als wissenschaftlicher Mitarbeiter bei der Firma Henkel KGaA in Düsseldorf. 1991 habilitierte Andrzej Górak an der Fakultät Maschinenwesen der RWTH Aachen und wurde im folgenden Jahr Professor am Lehrstuhl für Thermische Verfahrenstechnik der Universität Dortmund. 1996 übernahm er den Lehrstuhl für Thermische Verfahrenstechnik an der Universität Essen. Nach vier Jahren ist er im Jahre 2000 als Lehrstuhlinhaber nach Dortmund an die Fakultät für Bio- und Chemieingenieurwesen zurückgekehrt. Seit 2003 ist er zusätzlich Professor an der Technischen Universität Łódź. Nachdem Górak seit 2009 Dekan der Fakultät Bio- und Chemieingenieurwesen war, wurde er im April 2011 vom Senat der Technischen Universität Dortmund zum Prorektor für Forschung gewählt. Diese Position hatte er bis Januar 2014 inne. Im Jahre 2010 wurde er vom polnischen Wissenschaftsminister für die nächsten zwei Jahre zum Ratsmitglied des nationalen Forschungs- und Entwicklungszentrums ernannt.
Góraks Forschung konzentriert sich auf die computergestützte Simulation und experimentelle Validierung von integrierten Reaktions- und Trennprozessen, wie beispielsweise Reaktivrektifikation und Reaktivabsorption. Weiterhin erforscht er hybride Trennprozesse und die Aufreinigung von biotechnologischen Produkten. Professor Górak ist der Herausgeber der Fachzeitschrift "Chemical Engineering And Processing: Process Intensification". Am 29. Juni 2010 wurde ihm das Verdienstkreuz am Bande der Bundesrepublik Deutschland für seine Verdienste auf dem Gebiet der internationalen Verständigung zwischen Polen und Deutschland verliehen. Im Jahre 2013 wurde ihm außerdem der Verdienstorden der Republik Polen vom polnischen Präsidenten verliehen. Im Jahre 2014 wurde er mit der Emil Kirschbaum-Medaille aufgrund seiner herausragenden Leistungen auf dem Gebiet der thermischen Trennverfahren ausgezeichnet, die vom Verein Deutscher Ingenieure und der DECHEMA verliehen wird. Górak ist außerdem Herausgeber einer Serie von drei Büchern (Distillation: Fundamentals and Principles, Distillation: Equipment and Processes und Distillation: Operation and Applications), die den größten Überblick über das thermische Trennverfahren Rektifikation darstellen, der je veröffentlicht wurde. Am 2. Juli 2018 erhielt Professor Górak aus der Hand des Ministers der Finanzen in Vertretung des Ministerpräsidenten den Verdienstorden des Landes NRW. Górak wurde für sein besonderes Engagement als Förderer der deutsch-polnischen Beziehungen geehrt.

## Forschungsschwerpunkte
Herkömmliche Trennverfahren
- Rektifikation, Absorption und Extraktion
- Stoff- und Wärmetransport in Mehrkomponentensystemen
- Experimentelle Bestimmung von Modell-Parametern
- Rigorose Modellierung und Simulation von kontinuierlichen und diskontinuierlichen Prozessen

Reaktive Trennverfahren
- Reaktiv-Rektifikation, reaktive Absorption und reaktive Extraktion
- Modellierung, Simulation und experimentelle Untersuchungen
- Prozessdesign und -optimierung

Membranverfahren
- Pervaporation und Dampfpermeation
- Nanofiltration  und Membranreaktoren
- Detaillierte Modellierung und Simulation
- Experimentelle Bestimmung von Modell-Parametern

Hybride Trennverfahren
- Kombination herkömmlicher Trennverfahren
- Membran-unterstützte Trennprozesse
- Modellierung, Simulation, Optimierung und experimentelle Untersuchungen

Prozessintensivierung
- Untersuchung reaktiver und hybrider Trennverfahren
- Kombinationen aus Membran- und reaktiven Trennverfahren
- Untersuchung von rotierenden Stoffaustauschmaschinen

Biologische Trennverfahren
- Wässrige Zweiphasen-Extraktion von Biomolekülen
- Anwendung von ionischen Flüssigkeiten in der flüssig-flüssig-Extraktion
- Membranadsorption von Pharmazeutika
- Bioalkohol-Gewinnung durch organophile Membranen
- Optimierung des Downstream-Processings

## Ehrungen
- 2018: Verdienstorden des Landes Nordrhein-Westfalen[1]
- 2016: Mitglied der Deutschen Akademie der Technikwissenschaften (acatech)
- 2014: Emil Kirschbaum-Medaille
- 2013: Kavalierskreuz des Verdienstordens der Republik Polen für sein Engagement zur Förderung der deutsch-polnischen Zusammenarbeit
- 2012: Auszeichnung des Projektes AIMs (Advanced Interactive Materials by Design) mit dem Best Project Award 2012
- 2010: Bundesverdienstkreuz am Bande für seine Verdienste um die Völkerverständigung zwischen Polen und Deutschland
- 1992: Friedrich-Wilhelm-Preis für die Habilitationsschrift an der Rheinisch-Westfälischen Technischen Hochschule in Aachen
- 1983: Preis des wissenschaftlichen Sekretärs der Polnischen Akademie der Wissenschaften für Technologie-Transfer
- 1979: Auszeichnung für die Doktorarbeit
- 1974: Auszeichnung für die beste, praxisorientierte Diplomarbeit Polens

## Buchbeiträge
- A. Górak, H. Schoenmakers: Distillation: Operation and applications, Academic Press, 2014
- A. Górak, Z. Olujic: Distillation: Equipment and processes, Academic Press, 2014
- A. Górak, E. Sorensen: Distillation: Fundamentals and principles, Academic Press, 2014
- E.Y. Kenig, A. Górak: Modeling of Reactive Distillation. In: Modeling of Process Intensification. (Ed. F. J. Keil), Wiley-VCH, Weinheim, 2007
- J. Richter, A. Górak: E. Y. Kenig: Reactive distillation. In: Integrated Reaction and Separation Operations. (Eds. H. Schmidt-Traub & A. Górak), Springer, Heidelberg, 2006
- K. Hölemann, A. Górak: Absorption. In: Fluid Verfahrenstechnik. Grundlagen, Methodik, Technik, Praxis. (Ed. R. Goedecke), Wiley-VCH, Weinheim, 2006
- E. Y. Kenig, A. Górak: Reactive Absorption. In: Integrated Chemical Processes. (Eds. K. Sundmacher, A. Kienle & A. Seidel-Morgenstern), Wiley-VCH, Weinheim, 2005
- E. Y. Kenig, A. Górak, H.-J. Bart: Reactive separations in fluid systems. In: Re-engineering the chemical processing plant. (Eds. A. Stankiewicz & J. Moulijn), Marcel Dekker Inc., New York, 2003
- A. Górak: Simulation thermischer Trennverfahren fluider Vielkomponentengemische. In: Prozeßsimulation. (Ed. H. Schuler), Verlag Chemie, Mannheim, 1995

## Veröffentlichungen und Patente
Über 450 Veröffentlichungen und Patente stammen von Andrzej Górak.

## Weitere ausgewählte Funktionen
- Seit 2010: Standortsprecher SFB TR 63 InPrompt der DFG
- Seit 2000: European Federation of Chemical Engineering, Working Party on Distillation, Absorption and Extraction, Process Intensification
- Seit 1995: Herausgeber der Zeitschrift Chemical Engineering and Processing: Process Intensification
- 2005–2010: ProcessNet, Vorstandsmitglied
- 2005–2010: ProcessNet, Vorsitzender der Fachgemeinschaft Fluiddynamik und Trenntechnik
- 2002–2008: ProcessNet, Fachausschuss Fluidverfahrenstechnik, Vorsitzender
- 1995–2005: DECHEMA, Arbeitsausschuss Simulation und Prozesssynthese, Vorsitzender